# Seleção Escocesa de Rugby League

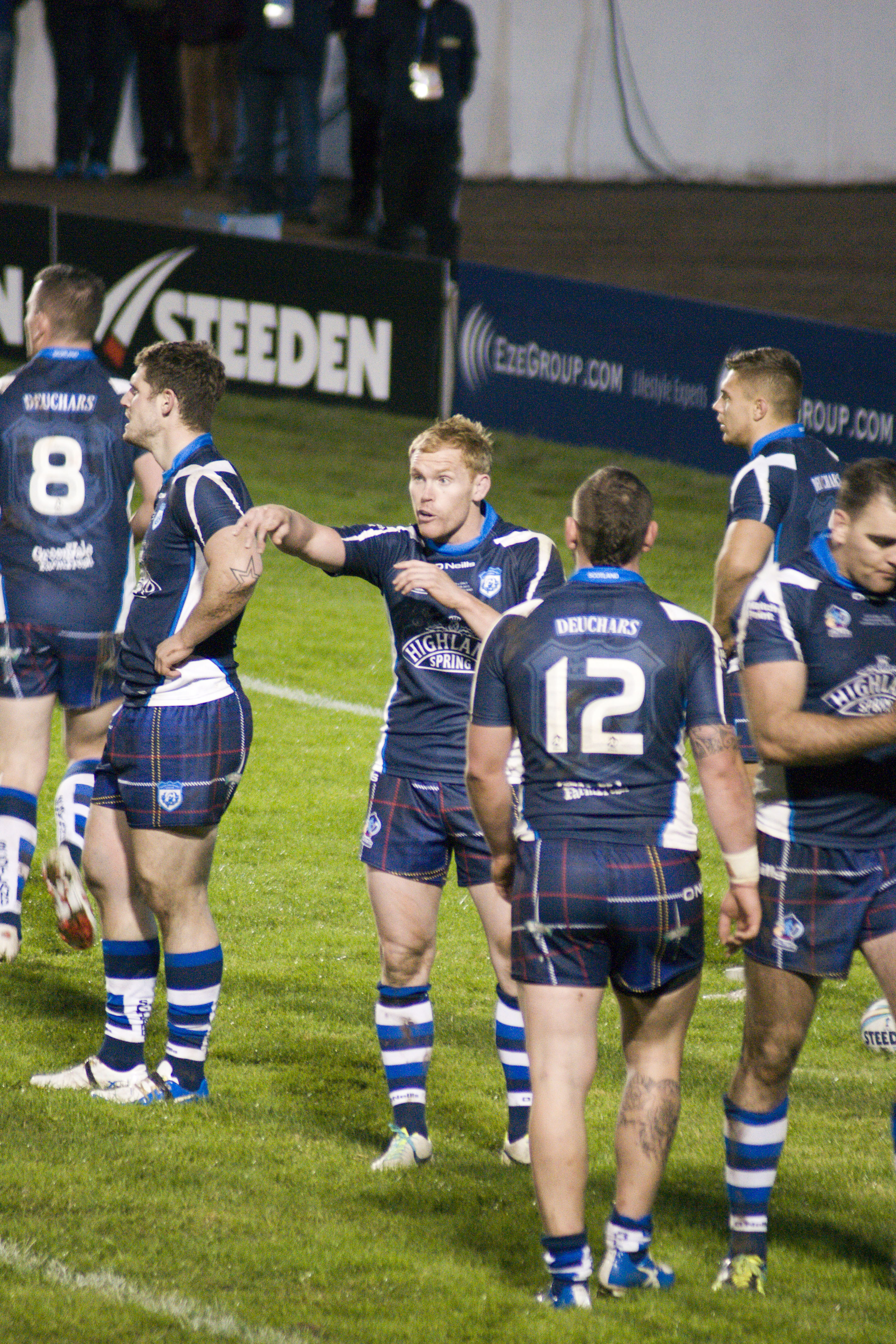
Bravehearts na Copa do Mundo de Rugby League de 2013.

A Seleção Escocesa de Rugby League é a equipe que representa a Escócia no rugby league mundial. Seus jogadores são apelidados como Bravehearts.
Na Escócia, o league é um código de rugby menos popular que o rugby union, como na maior parte do mundo: apenas na Austrália, na Papua-Nova Guiné e no norte da Inglaterra ele é o código preferido em relação ao union; os escoceses eram representados na Copa do Mundo de Rugby League pela seleção da Grã-Bretanha, cuja última participação foi na edição de 1989-92, onde um de seus jogadores foi o centro Alan Tait, que havia jogado a Copa do Mundo de Rugby Union de 1987 (a primeira do código rival) pela seleção escocesa dessa modalidade e tornou-se o primeiro rugbier a participar das Copas do Mundo de ambos os códigos de rugby.
Uma nova Copa de League foi realizada em 1995, mas a seleção escocesa só estreou na de 2000.